# Y 6200
Le Y 6200 est un locotracteur diesel dont les Y 6000 sont les prototypes.

## Caractéristiques
Les Y 6201 à 6230 et Y 6231 à 6259 possèdent trois vitres latérales de cabine alors que le reste de la série en possède deux. 

## Effectifs par réseaux des 1er janvier 1958[1], 1966[2]à celui de 1973[3]ainsi que les dépôts titulaires[3],[4],[5],[6]et Établissement Maintenance Traction[7]
- Réseau Est - 1 : 34[1], 38[2], 37[3]
- Réseau Nord - 2 : 11[1],[2],[3]
- Réseau Ouest - 3 : 16[1], 14[2], 12[3]
- Réseau Sud-Ouest - 4 : 19[1], 23[2], 25[3]
- Réseau Sud-Est - 5 : 26[1], 21[2], 41[3]
- Réseau Méditerranée - 6 : 20[1], 19[2]
- Paris - La-Villette[3],[4],[5],[6]
- Chalindrey[3],[4],[5],[6]
- Mohon[3],[4],[5],[6]
- Metz[3],[4],[5],[6]
- Thionville[3],[4]
- Strasbourg[3],[4],[5],[6]
- La Plaine[3],[4],[5]
- Aulnoye[3],[4]
- Lens[3],[4],[5],[6]
- Longueau[3],[4],[5]
- Achères[3],[5]
- Le Mans[3],[4],[5],[6]
- Sotteville[3]
- Caen[3]
- Paris - Sud-Ouest[3],[4],[5],[6],[7]
- Orléans - Les-Aubrais[3],[4],[5]
- Tours - Saint-Pierre-des-Corps[3],[4],[5],[6]
- Bordeaux - Saint-Jean[3],[4],[5]
- Limoges[3],[4],[5]
- Toulouse[3],[4],[5],[6],[7]
- Tarbes[3],[4],[6]
- Villeneuve - Saint-Georges[3],[4],[5],[6],[7]
- Nevers[3],[4],[5],[6]
- Dijon-Perrigny[3],[4],[6],[7]
- Vénissieux[3],[4],[5]
- Chambéry - Challes-les-Eaux[3],[4],[5],[6]
- Marseille-Blancarde[3],[4],[5],[6]
- Nîmes[3],[4]
- Nantes[3]
- Avignon[4]
- Rennes[4]
- La Rochelle[5]

## Engins particuliers
- Les Y 6229 et Y 6230 sont respectivement les anciens Y 6011 et Y 6012[8] ;
- L'Y 6260 n'a jamais été immatriculé sous ce numéro mais est devenu le locomoteur Y 9001 ;
- L'Y 6298 n'a jamais été immatriculé sous ce numéro mais est devenu l'Y 6013[8].

## Préservation
- Y 6013 : préservé en état de marche par l'Amicale des Anciens et Amis de la Traction à Vapeur section Nîmes (AAATV Nîmes) au Musée du Chemin de Fer de Nîmes ;
- Y 6202 : préservé par le Chemin de Fer Touristique du Pays de l’Albret (CFTPA) ;
- Y 6207 : exposé en monument sur un rond-point à Saint-Laurent-Blangy (Pas-de-Calais) ;
- Y 6230 : préservé par l'APMFS à Chambéry;
- Y 6233 : préservé par le Chemin de Fer Touristique du Pays de l’Albret (CFTPA) ;
- Y 6259 : préservé par le Train Touristique Sarreguemines Bitche (T2SB).

## Modélisme
Les Y 6200 ont été reproduits à l'échelle HO par l'artisan Gécomodel, sous forme de kit à monter en laiton et en N par Transmondia.